# Treehouse TV
Treehouse TV es un canal canadiense con programación para audiencia preescolar inauguarado el 1 de noviembre de 1997, su nombre proviene de un antiguo bloque en el canal de televisión YTV "The Treehouse". Esta estación es propiedad de Corus Entertainment. Su programación se basa en programas preescolares e infantiles, producidos por Nelvana Limited, Spin Master para el canal y programas de otras cadenas de televisión extranjeras.

## Publicidad
A partir del otoño de 2006, Treehouse TV era un servicio de libre comercio. Tiempo más tarde el canal emitió publicidad de solo 10 segundos antes de cada serie, introduciendo la frase "La programación de hoy es..."

## Programación
La programación del canal consiste en series de 15 a 22 minutos de duración, seguidos por unos minutos de comerciales de otras series en el canal, además, contiene series de corta duración como Treetown, Toopy & Binoo o Mole Sisters, principalmente el canal emite comúnmente series infantiles para niños entre 5 años o menos. Además en el canal su programación es principalmente producida por Nelvana (una subsidiaria de Corus Entertainment) algunas series de su programación incluyen además en el canal se emiten series preescolares de otros canales canadienses y de otros países, estos incluyen:
- Treetown (Fuera del aire)
- This is Daniel Cook (Fuera del aire)
- This is Emily Yeung (Fuera del aire)
- Toopy & Binoo

Treehouse TV también cuenta con programas preescolares de los distintos canales de Canadá y otros países, e incluye:

### Actualmente
- Ask Me!
- Backyardigans
- Bubble Guppies
- Clangers
- Caillou
- Dinopaws
- Dora la Exploradora
- What about Mimi?
- The Adventures of Paddington Bear
- Dora y sus amigos
- Equipo Umizoomi
- The Kidsongs Television Show
- Franklin y sus amigos
- Plaza Sésamo
- Bienvenidos a Bric-A-Broc
- El gato ensombrerado viaja por todos lados
- Aventuras con los Kratt
- My Little Pony: La Magia de la Amistad
- Zoobilee Zoo
- Hey Duggee
- Little Charmers
- Littlest Pet Shop
- Max y Ruby
- Mike el Caballero
- Octonautas
- Jorge el Curioso
- PAW Patrol
- Peg + Gato
- Peppa Pig
- Ready, Steady, Wiggle!
- Rusty Rivets
- Shimmer & Shine
- Sid the Science Kid
- Splash'N Boots
- Super Wings
- This is Scarlett and Isaiah
- Thomas y sus amigos
- Toopy and Binoo Vroom Vroom Zoom
- Trucktown
- Wallykazam!
- Zack & Quack
- Motor's Heaven
- Operación Talento

### Anteriormente
- Amigazazo
- Animal Mechanicals
- 3, 2, 1 ¡vamos!
- 4 Cuadrado
- 64 Zoo Lane
- Ábrete Sésamo
- Anatole
- Angelina Ballerina
- Angelina Ballerina: Los siguientes pasos
- Animales asombrosos
- La araña
- Archibald el Koala
- El Ático de Beezo
- El autobús mágico
- Ave y Tres
- Aventuras del dragón bolsillo
- Las aventuras de Chuck y sus amigos
- Las aventuras de Dudley el Dragón
- Las aventuras de Henry
- Las aventuras de Miss Spider
- Las aventuras del Oso Paddington
- Babar
- Babar y las aventuras de Badou
- Bananas en pijamas
- Barney y sus amigos
- Bear en la gran casa azul
- Bo en acción
- Bob el constructor
- Boblins
- Bobs y Lolo
- Boo!
- Boohbah
- El Boombox de Judy y David
- Los cachorros Pumper
- La Casa de Wimzie
- La casa del árbol de Nini
- El Castillo de Juguete
- Charlie y Lola
- Chuggington
- Clifford, el gran perro rojo
- Corduroy
- Crazy Quilt
- Cuándo llegamos?:Aventura al mundo
- El Cuarto de Blue
- Cubitos
- Los cuentos de Tipi
- Deko Boko y sus amigos
- Dino Dan
- Dragon
- Dragon Tales
- Elliot el alce
- Es un tiempo muy pequeño!
- Fifi y los floriguitos
- Franklin la tortuga
- The Fresh Beat Band
- Gaspard y Lisa
- La gatita Poppy
- Global Grover
- Go, Diego, Go!
- Las grandes aventuras de Beto y Enrique
- Grande y Pequeño
- Granja divertida
- Grandpa's Garden
- Guess with Jess
- Hermanas Topo
- Había una vez un hamster
- Los hermanos Koala
- Historias de animales
- Los Hoobs
- Hormigas en tus pantalones
- El hospital de San muñecas del oso
- Hoy es especial
- Iris el Profesor Feliz
- La Isla Gullah Gullah
- Jacknimals
- Jack y su gran show de música
- ¡Jakers!, las aventuras de Piggley Winks
- El Jardín de los Sueños
- Jay Jay, el avioncito
- Jellabies
- Juega conmigo Sésamo
- Juego rollo
- Jugando a lo largo picando corderos
- Justo a tiempo
- Kikoriki
- Kipper el perro
- Kleo el unicornio inadaptado
- Lalaloopsy
- LazyTown
- Little People
- Little Robots
- Little Star
- La Llave Mágica
- Loonette y Molly
- Louie
- Madeline
- Maggie y la bestia feroz
- Martha habla
- Manon
- Máquinas Poderosas
- Max el gato
- Maisy
- Milly y Molly
- Las mascotas maravilla
- Mi amigo Conejo
- Miffy y sus amigos
- Mister Maker
- Mister Maker sobre ruedas
- El mundo de Elmo
- El mundo de Wumpa
- Ni Hao, Kai-Lan
- Noddy
- Noddy en el país de los juguetes
- Odd-Jobbers
- Olivia
- Oobi
- Ositos Cariñositos
- Ositos cariñositos: aventuras en Quiéreme Mucho
- Los Osos Berestain
- Oswald
- El pequeño George
- Pablo el pequeño zorro rojo
- Paz, la serie
- Pequeño Conejo Gris
- Pequeño oso
- Pequeños Planetas
- Peter Conejo
- Los pies mágicos de Franny
- Pingu
- Pinky Dinky Doo
- Las pistas de Blue
- Pocoyo
- Poko
- Roary, el carrito veloz
- Rolie Polie Olie
- Rosita Fresita
- Rubbadubbers
- Sam el bombero
- Sagwa la gatita siamesa
- Save-Ums!
- Los Siete Monstruitos
- Spot el perro
- Teletubbies
- Tiempo de la historia de papá castor
- La tienda de Mopatop
- La tierra antes del tiempo o En busca del valle encantado
- Tierra de manos
- Timmy y sus amigos
- Timothy va a la escuela
- Tobi!
- ToddWorld
- Toot & Puddle
- Tracey McBean
- Tractor Tom
- Las tres mellizas
- Treetown
- Tweenies
- Un Mundo Grandote
- Valle miedoso
- La ventana de Allegra
- Waybuloo
- Wee 3
- Los Wiggles
- Will y Dewitt
- Willa y los animales
- WordWorld
- Los WotWots
- Wow! Wow! Wubbzy!
- Yo Gabba Gabba!
- Yo Puedo Hacerlo
- Zigby
- Zoboomafoo
- Zoomix

## Treehouse On-Demand
En 2005, Corus Entertainment ofreció un servicio "video on demand" llamado Treehouse on Demand para los proveedores de cable Rogers y Cogeco, entregando contenido del canal. El canal es ofrecido gratuitamente si se contratan servicios de cable digital. En cambio otros proveedores como Sasketel ofrecen el canal como un servicio de cable prémium.

## Treehouse (Como bloque de TV)
Treehouse era previamente un bloque en el canal de televisión YTV. Que fue emitido los fines de semana desde 1998, posteriormente este fue sustituido por otro bloque llamado "YTV Jr.", en el cual era protagonizado por los Fuzzpaws (Marionetas de animales, parecidos a los Muppets) quienes vivían en una casa de árbol.

### Después de la cancelación de YTV
Después de que Treehouse fue cancelado, Los Fuzzpaws siguieron emitiéndose en el bloque YTV Jr., sin embargo el bloque de YTV fue borrado pero sin eliminar la programación

## Distribución Internacional
- Jamaica - distribuidos por sistema de Flow Cable.[1]
- Bahamas - distribuidos por sistema de Cable Bahamas.[2]